# Capsià
El capsià és un període cultural del Magrib que va ser definit per Jacques de Morgan en el jaciment d'El-Mekta, prop de Gafsa (قفصة, Tunis). La seva presència no està acreditada fins al 6800 aC (molt després de les darreres manifestacions de l'iberomaurità). Les darreres troballes estan datades cap al 4500 aC.
En la cultura capsiana, s'aprecia una aportació ètnica de tipus ètnic mediterrani, representada per l'humà d'Aïn Dokkara o de Xacal, probablement barrejat amb cromanyoides locals.
El capsià es va iniciar a l'àrea central de Tunísia (a la zona de Gafsa, l'antiga Capsa), sense arribar mai a la costa, i es va estendre a la regió algeriana de Tebessa, i cap a l'oest fins a Uled Yellal, amb alguns indicis al nord del Sàhara.
Els micròlits geomètrics són una de les principals característiques de la cultura capsiana, i no es donen a l'iberomaurità. El capsià utilitza els mateixos procediments en la talla i el retoc, però obté utillatges diferents, reflex d'un mode de vida diferent. Una diferència notable entre ambdues cultures és la pràctica de l'ablació de les dents.
Els capsians són, amb tota probabilitat, el tronc dels amazics. L'ablació de les dents a les femelles encara existeix avui en dia.
Als assentaments capsians, es localitzen aglomeracions de cendres, pedres cremades, clotxes de caragols, peces de sílex tallat i ornaments d'animals i persones.
El capsià inicial es diu capsià típic, i segueix després el capsià superior o evolucionat i, finalment, el capsià neolític.
L'utillatge capsià típic és important: predominen burins d'angles truncats i llesques i fulles de dors rebaixat, i els ja esmentats micròlits geomètrics, que també apareixen a la península Ibèrica, d'on probablement van ser exportats al Magrib. Les formes microlítiques s'obtenien mitjançant el cop del microburí. El capsià típic es va superposar a la cultura iberomauritana.
El capsià evolucionat es desprèn de l'utillatge de mida gran i presenta gran varietat d'eines més petites: perforadors, puntes, burins, etc. Els retalls de burí es transformen de vegades (mitjançant retocs sobre enclusa) en pues rectes, característiques d'aquest període capsià.
El capsià evolucionat ultrapassà els límits del capsià típic per l'est, i arribà fins més enllà de Constantina i fins a les regions d'Alger i Orà, i pel Sàhara arribà fins a Tidikelt. A la vora dels Llacs Salats, els capsians varen recollir caragols, ingredient bàsic de la seva alimentació, inclòs en el període següent del capsià neolític.
És la cultura capsiana la que va introduir l'art al Magrib, amb objectes mobles i gravats rupestres, i n'eren molt notables les plaquetes gravades i els fragments d'ous d'estruç decorats del període evolucionat, que arriben al seu més alt punt en el període capsià neolític, a l'oest i a la zona sahariana. La utilització d'ous d'estruç com a recipient va retardar l'aparició de la ceràmica.
Bàsicament, els capsians van ser receptors d'influències, de la península Ibèrica segurament, però més probablement d'Egipte, on els micròlits s'utilitzaven ja a finals del Paleolític. Avançat el Neolític, van importar tots els animals domèstics, i la seva economia de caçadors va esdevenir una economia ramadera i preagrícola, sense deixar la cacera, sobretot, a l'oest i al Sàhara.